# Tanea undulata
Tanea undulata, tên tiếng Anh: necklace shell, là một loài ốc biển, kích thước trung bình, alà động vật thân mềm chân bụng săn mồi sống ở biển thuộc họ Naticidae.

## Hình ảnh

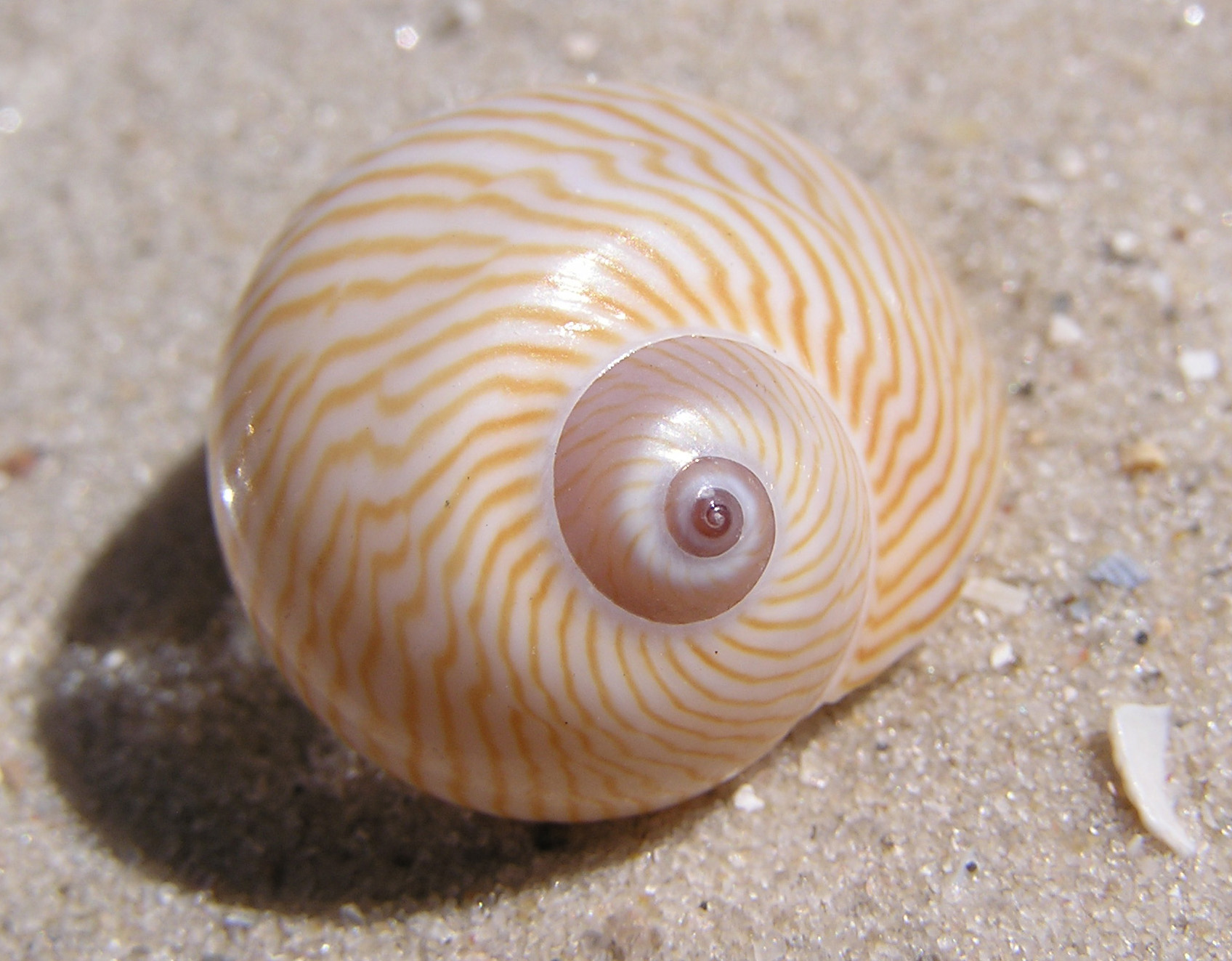
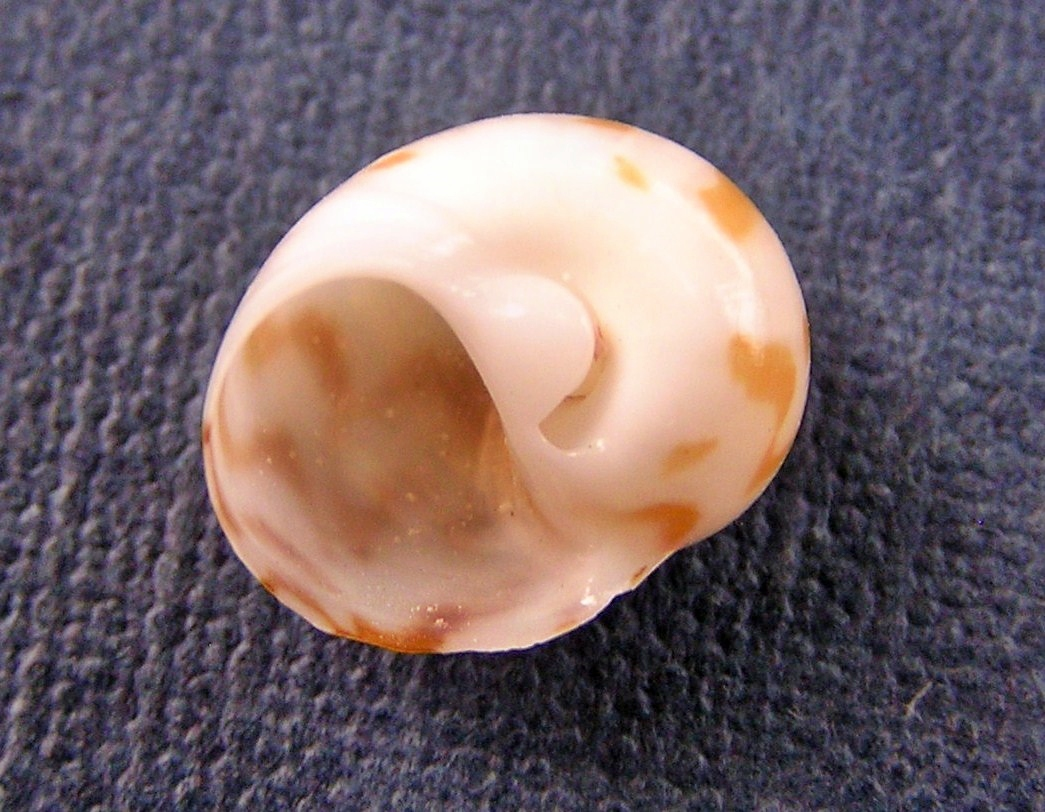